# Edward Basaraba
Edward Basaraba (ur. 25 grudnia 1942 w Chorzowie, zm. 15 maja 2019 we Wrocławiu) – polski basista big beatowy i rockowy, autor tekstów piosenek.

## Życiorys
W 1954 roku zamieszkał wraz z rodziną w dolnośląskiej miejscowości Błonie. W roku 1955 przenieśli się oni do Szczecina, gdzie odbył praktykę zawodową w spółdzielni Ornament, po czym w 1960 roku zamieszkali we Wrocławiu. Tutaj zadebiutował w 1965 roku jako basista zespołu Temperamenty, który działał przy Domu Kultury na ul. Kołłątaja, gdzie kilka lat wcześniej pobierał pierwsze lekcje gry na gitarze. W latach 1967–1968 współtworzył kolejny skład grupy Błękitne Cienie. W latach 1969–1974 z przerwą w 1971 roku w którym to wyjechał do Londynu (zastępowali go wówczas Jerzy Kordas w 1971, a następnie Włodzimierz Krakus w 1972) grał w grupie Pakt z którą występował we wrocławskich klubach, na festiwalach (m.in. II Młodzieżowy Festiwal Muzyczny w Chorzowie, gdzie zespół zajął IV miejsce i otrzymał nagrodę CRZZ, czy koncert Popołudnie z młodością w ramach VII KFPP Opole '69), czy w śpiewogrze autorstwa Katarzyny Gaertner i Ernest Brylla zatytułowanej Na szkle malowane (Opowieść o Janosiku), której premiera odbyła się 6 marca 1970 roku w Operetce Dolnośląskiej we Wrocławiu. Ponadto wraz z wrocławskim zespołem – regularnie i często nagrywał w Polskim Radio Wrocław, a także w TVP3 Wrocław (w latach istnienia formacji wydano jedynie dwie EP-ki). Jest także autorem tekstów piosenek Paktu, tj.: Kogel-mogel, Nauczyłem siebie i Polubić.
Zmarł 15 maja 2019 roku we Wrocławiu, gdzie 21 maja tegoż roku został pochowany na Cmentarzy Grabiszyńskim (kwatera 26-421-18).

## Dyskografia

### Płyty (EP, CD)
- Milczy kamień przy drodze (EP, Muza N 0603, 1970)
- Polubić (EP, Muza N 0652, 1971)
- Z Archiwum Polskiego Radia vol. 6: Grupa Pakt. Nagrania radiowe z lat 1969–2000 (2xCD, Polskie Radio PRCD 1066-67, 2007)